# جون هايد (سياسي أسترالي)
جون هايد (بالإنجليزية: John Hyde)‏ هو فلاح وسياسي أسترالي، ولد في 2 فبراير 1936 في أستراليا الغربية في أستراليا. نشط حزبياً في الحزب الليبرالي الأسترالي. وقد انتخب عضو مجلس النواب الأسترالي عن دائرة Division of Moore ‏ (18 مايو 1974 – 5 مارس 1983).